# Furcraea tuberosa
Furcraea tuberosa ist eine Pflanzenart aus der Gattung Furcraea in der Unterfamilie der Agavengewächse (Agavoideae). Das Artepitheton tuberosa stammt aus dem Lateinischen, bedeutet ‚Beule‘ und verweist auf die bei der Art ausgebildeten Rhizome.

## Beschreibung
Furcraea tuberosa wächst stammlos oder bildet einen bis zu 30 Zentimeter hohe Stamm aus. Die bis zu 60 breit länglich-lanzettlichen Laubblätter sind fast flach und zu beiden Enden hin mäßig rinnig. Ihre leuchtend grüne, glatte und etwas lederige Blattspreite ist etwa 110 bis 150 Zentimeter (selten bis zu 180 Zentimeter) lang und 10 bis 15 Zentimeter (selten bis zu 17 Zentimeter) breit. Die scharfe Spitze ist leicht rinnig und trägt eine aufgesetzte Spitze von   1 bis 2 Millimeter Länge. Der Blattrand ist zwischen den einfachen und zurückgebogen oder paarigen Randzähnen gerade. Die herablaufenden bräunlichroten Randzähne sind 5 bis 10 Millimeter (selten bis zu 13 Millimeter) lang und stehen 2 bis 6 Zentimeter (selten bis zu 12 Zentimeter) voneinander entfernt.
Der spindelförmige Blütenstand erreicht eine Höhe von 5 bis 8 Meter und trägt reichlich eiförmige Bulbillen. Die bis zu dritt zusammenstehenden Blüten weisen eine Länge von 42 bis 51 Millimeter (selten von 38 bis 55 Millimeter) auf. Sie stehen an 6 bis 9 Millimeter langen Blütenstielen. Ihre länglichen Perigonblätter sind etwa 21 bis 27 Millimeter (selten 18 bis 30 Millimeter) lang und 6 bis 9 Millimeter breit. Die inneren Perigonblätter sind etwas breiter als die äußern. Der Fruchtknoten weist eine Länge von 20 bis 25 Millimeter auf. Der Griffel wird 15 bis 25 Millimeter lang. Die Blütezeit reicht vom Dezember bis in den März.
Früchte und Samen sind unbekannt.

## Systematik und Verbreitung
Furcraea tuberosa ist auf Kuba, Jamaika, Hispaniola, Puerto Rico sowie den Kleinen Antillen häufig in der Nähe von Straßen oder Siedlungen verbreitet.
Die Erstbeschreibung als Agave tuberosa durch Philip Miller wurde 1768 veröffentlicht. William Townsend Aiton stellte die Art 1911 in die Gattung Furcraea. Furcraea tuberosa wird in der Gattung in die Sektion Furcraea eingeordnet.
Synonyme sind Agave tuberosa Lam. (1784, nom. illeg. ICBN-Artikel 53.1), Furcraea spinosa Targ.Tozz. (1808), Agave spinosa (Targ.Tozz.) Steud. (1840), Yucca superba Roxb. (1814), Agave gigantea Tussac (1818), Agave vivipara Maycock (1830, nom. illeg. ICBN-Artikel 53.1), Agave cubensis Hassk. (1856, nom. illeg. ICBN-Artikel 53.1), Furcraea geminispina Jacobi (1866), Furcraea tuberosa var. geminispina (Jacobi) Trel. (1927), Furcraea interrupta Hort. von Houtte ex Jacobi (1869), Furcraea tuberosa Fenzl  ex Baker (1879, nom. illeg. ICBN-Artikel 53.1) und Agave campanulata Sessé & Moc. (1894).

## Nachweise